# Mursal Nabisada
Mursal Nabisada auch Mursal Nabizada (paschtunisch مرسل نبی زادہ; gestorben am 15. Januar 2023 in Kabul) war eine ehemalige Abgeordnete des Parlaments in Kabul, die bis zur Machtübernahme durch die Taliban im August 2021 ihr Amt innehatte. Am 15. Januar 2023 wurde sie nach Angaben der Polizei Kabul zusammen mit ihrem Leibwächter in ihrer Wohnung erschossen. Die genauen Umstände sind nicht bekannt und die Ermittlungen noch nicht abgeschlossen.

## Leben und Wirken
Mursal Nabisada stammte aus der östlichen Provinz Nangarhar in Afghanistan und war 2018 zur Abgeordneten des Parlaments in Kabul gewählt worden. Nabisada war bis zur Absetzung der Regierung durch die Taliban im August 2021 im afghanischen Parlament vertreten. Sie war Mitglied des parlamentarischen Verteidigungsausschusses und arbeitete am Institut für Humanressourcenentwicklung und -forschung. Nabisada war eine der wenigen ehemaligen weiblichen Abgeordneten, die nach der Machtübernahme der Taliban in Afghanistan geblieben sind. Die New York Times berichtete, dass sie im August 2022 in einem Interview mit dem lokalen Fernsehsender Arezo T.V. über die Korruption und Machtkämpfe einiger Politiker sprach, die nicht im Interesse des afghanischen Volkes handeln würden. Nabisada erzählte, dass sie seit der Machtübernahme durch die Taliban im August 2021 für eine Nichtregierungsorganisation arbeite, in der sie bereits vor ihrer Abgeordnetentätigkeit mitwirkte. Zur Situation von Frauen in Afghanistan sagte sie: „Sie haben Verantwortung für ihre Familien, sie müssen arbeiten. Frauen sind in einer sehr schlechten Situation, das heißt, sie sind lebendig im Grab begraben.“
Nach Angaben der Kabuler Polizei wurden Mursal Nabisada und ihr Leibwächter am 15. Januar 2023 in ihrer Wohnung in Kabul erschossen. Dabei wurde auch der Bruder Nabisadas verletzt. Die genauen Hintergründe sind nach Informationen der Polizei noch unklar. Die Nachrichtenagentur CNN berichtete, dass der Kabuler Polizeisprecher Khalid Zadran Untersuchungen zur Ermittlung des Täters bestätigte.
Eine frühere Kollegin berichtete der New York Times, dass Nabisada ursprünglich, wie die meisten ihrer Kolleginnen, das Land verlassen wollte. Da sie keine Möglichkeit fand, ihre Familienmitglieder mitzunehmen, entschied sie sich jedoch, in Afghanistan zu bleiben. Sie bezeichnete Mursal Nabisada auf Twitter als „furchtlose Vorkämpferin für Afghanistan. Sie sei für das eingetreten, an das sie geglaubt habe, selbst im Angesicht der Gefahr.“ Die Frauenrechte unter den Taliban haben sich während der zwei Jahrzehnte der von den USA angeführten Stabilisierungsmission Afghanistan, verbessert; viele Frauen bekleideten wichtigen Positionen, etwa als Richterinnen, Journalistinnen und Politikerinnen. Seit der Rückkehr der Taliban im August 2021 sind Frauen aus fast allen Bereichen des öffentlichen Lebens verbannt worden, ihre Rechte eingeschränkt, die Teilnahme am öffentlichen Leben fast vollständig ausgeschlossen. Afghaninnen dürfen seitdem „nur noch bis zur sechsten Klasse zur Schule gehen“, ihnen wurde „per Dekret auch das Studium an Universitäten untersagt“. Gegen diese Einschränkungen hatte sich Nabisada etwa vier Monate vor ihrem Tod in einem TV-Interview geäußert.